# Peter Thygesen Holm
Peter Thygesen Holm, född 7 oktober 1848 i Idestrup på Falster, död 26 september 1898 i Köpenhamn, var en dansk skräddare och socialdemokratisk politiker.
Holm, som var son till en byhantverkare, arbetade i några år som skräddargesäll i Köpenhamn och anslöt sig där till socialdemokratin. Hans agitatoriska vältalighet gav honom ett betydande inflytande bland sina kollegor, och han blev 1874 ledare for skräddargesällernas produktionsförening. År 1879 upplöstes denna och Holm startade en egen affärsrörelse som skräddarmästare.
Samtidigt som Holm fick en stabil ekonomisk ställning steg hans inflytande inom partiet, och han blev under 1880-talet en av dess populäraste och mest använda talesmän. Efter några misslyckade försök invaldes han 1884 i Folketinget som representant för Köpenhamns 5:e valkrets och vid flera senare val fick han behålla sin plats där.
År 1897 invaldes Holm i Köpenhamns borgarrepresentation och blev året därpå dess vice ordförande. I juli samma år tvingades han dock att nedlägga sistnämnda mandat efter att ha anklagats för att ha missbrukat sin ställning som borgarrepresentant för att vinna ekonomiska fördelar. Han greps kort därefter på grund av denna anklagelse, men avled i förvaringsarresten innan målet hade avgjorts.